# Meggenthal
Meggenthal ist ein Gemeindeteil der Stadt Tittmoning im oberbayerischen Landkreis Traunstein.

## Geschichte
Die Einöde wird erstmals im Jahr 963 als „Mechintal“ erwähnt.

## Baudenkmäler

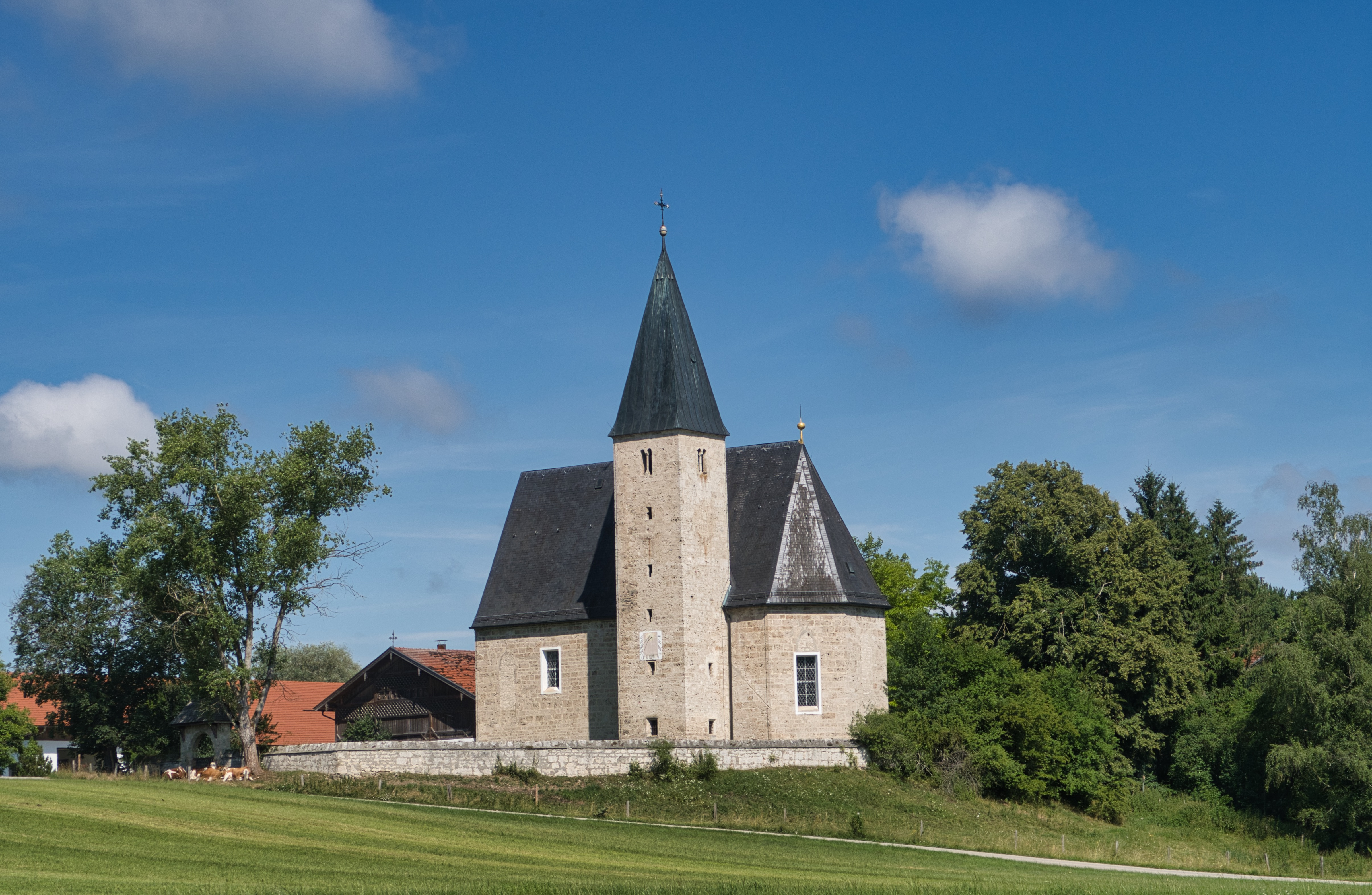
Filialkirche St. Pankratius

Siehe auch: Liste der Baudenkmäler in Tittmoning#Weitere Ortsteile
- Katholische Filialkirche St. Pankratius, erbaut um 1470/80

## Bodendenkmäler
Siehe: Liste der Bodendenkmäler in Tittmoning